# معبد بن عبادة
أبو خميصة معبد بن عبادة بن قشعر بن الفدم الخزرجي الأنصاري صحابي جليل من قبيلة الخزرج من الأنصار شهد مع النبي محمد ﷺ غزوة بدر وغزوة أحد.